# Floresta do Araguaia
Floresta do Araguaia is een gemeente in de Braziliaanse deelstaat Pará gelegen aan de Araguaia. De gemeente telt 15.629 inwoners (schatting 2009).